# Yukihiro Matsumoto
Pour les articles homonymes, voir Matz (homonymie).
Yukihiro Matsumoto (松本行弘, Matsumoto Yukihiro, pseudonyme : Matz), né le 14 avril 1965, est un informaticien japonais concepteur du langage de programmation Ruby. Il est couramment surnommé « Matz ». En mars 2012, il est honoré du prix du logiciel libre 2011 par la FSF et son président Richard Stallman à l’occasion de la conférence LibrePlanet 2012.

## Biographie
Il naît en 1965 dans la préfecture d'Ōsaka, dans l’ouest de l’île de Honshū, au Japon. D’après une interview accordée au magazine Japan Inc., Matz se déclare programmeur autodidacte, au moins jusqu’à la fin du lycée. Par la suite, il obtient une licence d’informatique à l’université de Tsukuba, où il commence à travailler en collaboration avec des services s'occupant de langages de programmation et de compilateurs.
En 2007, Matz occupait toujours un poste de chef du département de recherche au Network Applied Communication Laboratory, une compagnie spécialisée dans l’intégration système open source de la préfecture de Shimane. Ainsi,  il est développeur, ingénieur logiciel et fervent adepte du libre. Il a travaillé avec des langages informatiques, en particulier orientés objets, dans le domaine des interfaces homme-machine. 
En 2011, Matsumoto est l’architecte en chef pour Ruby à Heroku, une entreprise de Plate-forme en tant que service à San Francisco.

### Développement de Ruby sous Emacs
En 1993, il utilise GNU Emacs pour développer le langage de programmation Ruby, en s’inspirant des langages Smalltalk et Lisp, mais en privilégiant la productivité et le plaisir du développeur. En mars 2012, Il souligne l’influence majeure d’Emacs dans le développement de Ruby dans un discours prononcé à Boston lors de la cérémonie du prix du logiciel libre 2011. Matz est par ailleurs l’auteur avec Nobuyoshi Nakada du module d’extension ruby-mode dont l’intégration dans GNU Emacs en 2008 lui confère un support natif du langage ruby,,,,.

### Divers
Matz est membre de l’Église de Jésus-Christ des saints des derniers jours dont il a été missionnaire,. Il est marié et a quatre enfants.